# ヘルゴラント海戦
ヘルゴラント海戦は、第二次シュレースヴィヒ＝ホルシュタイン戦争（デンマーク戦争）中の1864年5月9日にヘルゴラント島南方沖で発生した、デンマークとオーストリア、プロイセンの海戦である。
デンマーク軍はオーストリアのヴィルヘルム・フォン・テゲトフの旗艦を炎上させ、テゲトフはヘルゴラント島周辺の中立海域へ退却した。この海戦は木製の艦艇による大規模な海戦としては最後のものであり、またデンマークが関わった海戦としても最後のものであった。海戦はデンマークの戦術的勝利で終わったが、戦争の帰趨には何の影響も与えなかった。結局、デンマークはこの戦争に敗れている。

## 背景
1864年2月1日の戦争勃発に続き、2月26日にはデンマークはシュレースヴィヒ＝ホルシュタインのすべての港の封鎖を宣言した。そして、3月8日にはプロイセンのすべての港も対象とした。最初、封鎖はスクリュー・フリゲート「ニルス・ユール (Niels Juel) 」によって行われていたが、すぐにスクリュー・コルベットの「ダグマル (Dagmar) 」も加わった。
プロイセン海軍は非常に小規模であったため、プロイセンはオーストリアに支援を求めた。そして、3月初めに2隻のスクリュー・フリゲート「シュヴァルツェンベルク (Schwarzenberg) 」、「ラデツキー (Radetzky) 」と砲艦「ゼーフント (Seehund) 」がテゲトフの指揮の下で地中海を離れた。
この脅威に対し、デンマークはエドゥアルド・スエンソン (Edouard Suenson) の指揮下に北海戦隊を作った。これは「ニルス・ユール」、「ダグマル」、スクリュー・コルベット「ヘイムダル (Hejmdal) 」から成っていた。北海戦隊に対する命令は、北海での商船の保護とドイツ船の捕獲、そして敵艦との交戦であった。「ダグマル」はすぐにスクリュー・フリゲート「ユラン (Jylland) 」と交代した。
オーストリア艦隊は、「ゼーフント」が損傷しイギリスの港へ修理に向かったが、5月初めにテセル島沖に到着した。そこで、プロイセンの小型の外輪船「プロイシッシャー・アドラー (Preussischer Adler) 」と砲艦「バジリスク (Basilisk) 」、「ブリッツ (Blitz) 」が加わった。

## 海戦
南に向かっていたデンマーク艦隊は10時ごろ、イギリスのフリゲート「オーロラAurora」を発見し、続いて南西に5隻以上の船を発見した。両軍の艦隊は接近し、13時15分に「シュヴァルツェンベルク」が砲火を開いた。デンマーク艦隊は接近して反撃し、両艦隊の距離は非常に接近した。テゲトフは西に針路を変えT字を描こうとし、デンマーク艦隊は左に舵を取った。プロイセンの砲艦は落伍し、両艦隊は約1海里の距離ですれ違って激しい砲火を交わした。テゲトフは砲艦が引き離されるのを防ぐため向きを変え、両艦隊は並行になって交戦しつつ南西に向かった。「ニルス・ユール」は「シュヴァルツェンベルク」と交戦し、「ユラン」と「ヘイムダル」は攻撃を「ラデツキー」に集中した。プロイセンの砲艦は離れすぎていて戦闘には寄与しなかった。
15時30分頃、「シュヴァルツェンベルク」で火災が発生し、戦闘継続が不可能になった。テゲトフは戦闘をやめてヘルゴラント島周辺の中立海域に入った。「オーロラ」はこの戦闘を監視していて、ヘルゴラント島海域のイギリスの中立を守るための行動をとった。そのため、スエンソンは16時30分頃に追跡を断念した。

## その後

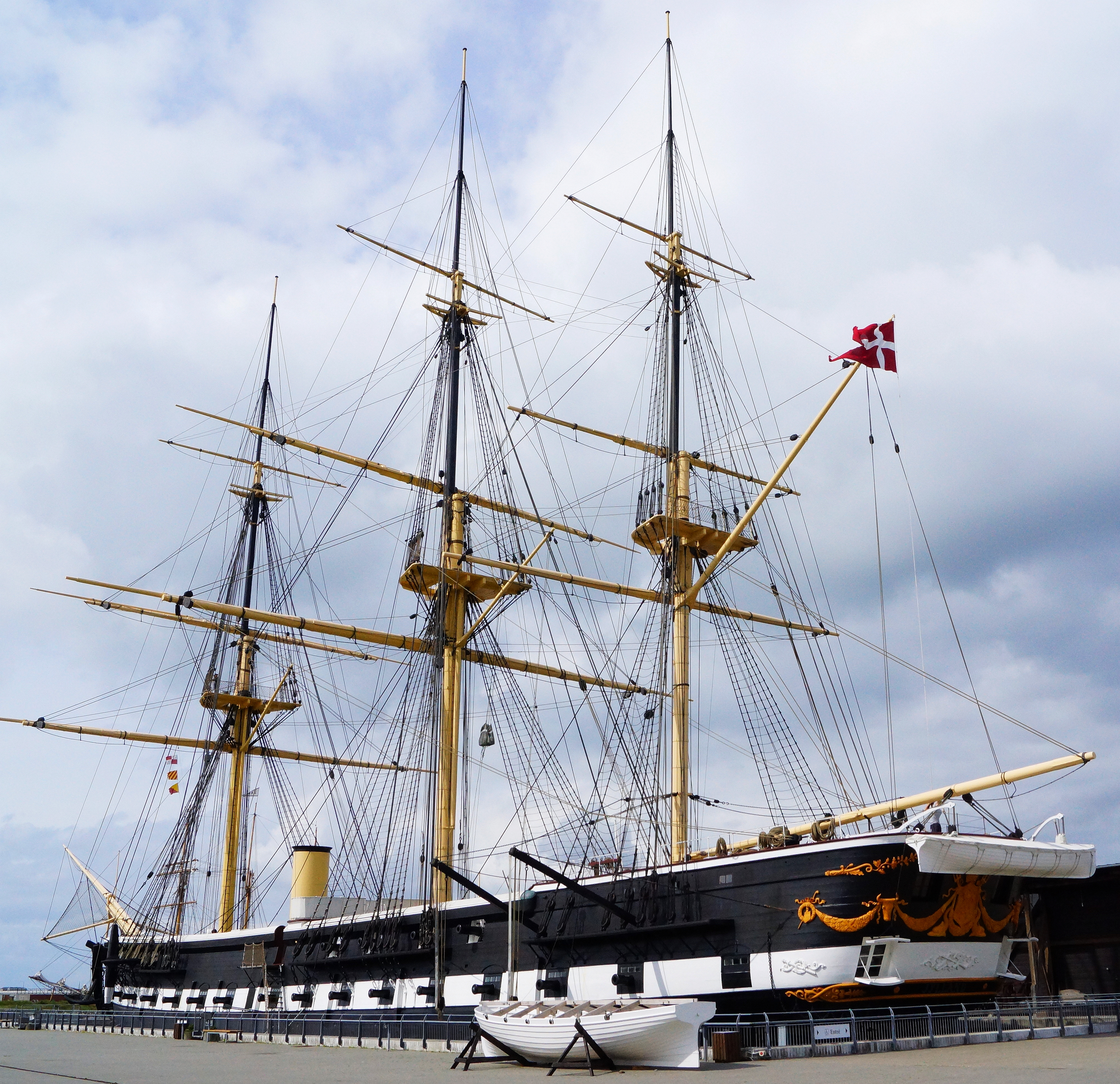
記念艦「ユラン」

スエンソンはイギリスの領海の外で監視していたが、オーストリア・プロイセン艦隊は夜のうちにエルベ川河口のクックスハーフェンへ脱出した。5月12日の休戦発効によりスエンソンはコペンハーゲンへの帰還を命じられ、封鎖は終了した。
デンマークもオーストリアもこの海戦は勝利したとみなした。デンマーク艦隊は熱狂的にコペンハーゲンへ迎え入れられた。一方、オーストリアのテゲトフはこの海戦の功績で少将へ昇進した。
フリゲート「ユラン」は今日もデンマークのエーベルトフトに存在している。